# Карпилов, Виктор Григорьевич
Виктор Григорьевич Карпилов (8 декабря 1927, Минск — 3 мая 1994, Минск) — белорусский советский режиссёр, актёр, режиссёр редакции литературно-драматических передач Белорусского телевидения. Заслуженный деятель искусств Белорусской ССР (1967).

## Биография
Родился в семье известного учёного-медика, оториноларинголога Григория Хацкелевича Карпилова (1891—1949). Окончил Белорусский театрально-художественный институт (1949). В 1949-53 актёр Русского театра БССР. С 1956 режиссёр Республиканской студии телевидения. Одновременно с 1969 г. преподаватель Белорусского театрально-художественного института, в котором проработал до 1988 г. (основал курс телевизионных режиссёров). Режиссёр-постановщик документальных фильмов «Биография моей республики» (1968, 2- и 3-я серии), «Памятники не молчат» (1971), художественного телефильма «Тартак» (1974).
Среди учеников Н. Н. Пинигин (с 2009 г. художественный руководитель Национального академического театра им. Я.Купалы), С.Г. Катьер, Н. Горкунова, А.М. Остроух и др.

### Телевизионные постановки
- «Мельница на синих вирах» (по пьесе В. Короткевича) (1959)
- «Яков Богомолов» (экранизация произведения М. Горького) (1959)
- «Театр купца Епишкина» (по пьесе Е. Мировича) (1960)
- «Сердце на ладони» (экранизация повести И. Шамякина) (1964)
- «Крах» (экранизация произведения А. Толстого) (1966)
- «Заговор императрицы» (по пьесе А. Толстого и П. Е. Щеголева) (1966)
- «Одно только слово» (по произведению М. Барана и А. Ваксера) (1967)
- Телеопера «Утро» (композитора Г. Вагнера) (1968)
- «Ткачи» (экранизация произведения Г. Гауптмана) (1969)
- «Поезд стоит пять минут» Э. Вайнерта (1969)
- «Тартак» (по одноименной повести И. Пташникова) (1973)

## Семья
- отец — Карпилов Григорий Хацкелевич
- мать — Левитан Рахиль Натановна
- супруга — Карпилова (Гольдфарб) Нинель Львовна